# Hanni Wenzel
Hannelore (Hanni) Wenzel (Straubing, Alemanha, 14 de dezembro de 1956) é uma esquiadora profissional aposentada. Ela foi campeã geral da Copa do Mundo de Esqui Alpino em 1978 e em 1980.